# Trening kognitywny

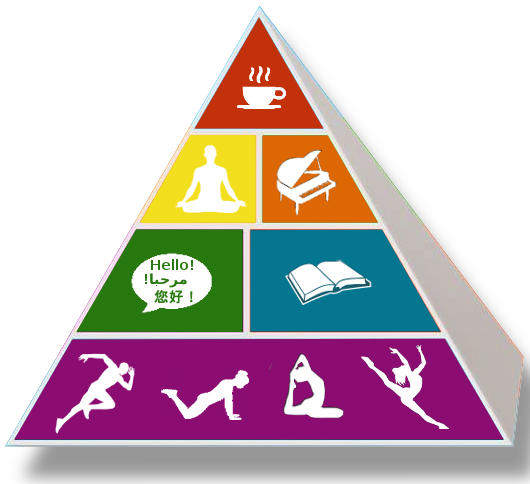
Piramida przedstawiająca hierarchię aktywności sprzyjających poprawie funkcji poznawczych u ludzi.

Trening kognitywny, określany potocznie jako neurobik, trening mózgu lub fitness mózgu – pojęcie to obejmuje ćwiczenia i aktywności, wykonywane i powtarzane w celu przywrócenia, rozwinięcia i poprawy niektórych funkcji poznawczych człowieka, takich jak pamięć czy inteligencja.
Do interwencji poprawiających funkcje poznawcze zalicza się: ćwiczenia fizyczne, specyficzne substancje odżywcze, sen, medytację, mnemotechniki, niektóre gry komputerowe, edukację muzyczną, stymulację przezczaszkową.
Trening kognitywny wykorzystywany jest w medycynie, np. w przypadku demencji.

## Edukacja muzyczna i artystyczna
Słuchanie niektórych rodzajów muzyki poprawia tymczasowo koncentrację, prowadząc do pobudzenia emocjonalnego. Jest to tzw. efekt Mozarta lub efekt Vivaldiego. Dzieci, które wcześnie zaczynają naukę gry na instrumencie muzycznym są inteligentniejsze od rówieśników. Struktura mózgu zawodowych muzyków jest inna od struktury mózgów osób, które muzyką się nie zajmują.

## Kognitywny trening wspomagany komputerowo
Wiele współczesnych gier komputerowych posiada cechy maszyn uczących, dlatego stanowią one formę treningu kognitywnego. Umiarkowane korzystanie z gier komputerowych przynosi obserwowalne korzyści emocjonalne, psychologiczne i społeczne. Ponieważ gry komputerowe są atrakcyjną formą rozrywki, proponuje się ich szersze wykorzystanie w edukacji. 
Z drugiej strony popularne platformy internetowe, oferujące proste gry do ćwiczeń mózgu, reklamują się jako narzędzia do poprawy szeroko rozumianych funkcji umysłowych, inteligencji i pamięci, choć w rzeczywistości dowody na to są niezbyt silne i skuteczność tego typu gier komputerowych jako narzędzie do treningu kognitywnego jest ograniczona.

## Inne formy treningu kognitywnego
Jedną z form interwencji rozważanych jako trening kognitywny jest mentalna arytmetyka. Wykonywanie obliczeń w pamięci aktywuje wszystkie aspekty pamięci roboczej. Badania "błyskawicznych kalkulatorów", ludzi potrafiących wykonywać obliczenia w pamięci na dużych liczbach, nie potwierdziły, aby osoby te posiadały ponadprzeciętną szybkość przetwarzania informacji.